# Parc national d’Aiguebelle
Der Aiguebelle-Nationalpark bzw. Parc national d’Aiguebelle ist einer der aktuell 27 Nationalparks in der kanadischen Provinz Québec. Dort entspricht ein Parc national allerdings dem, was in den übrigen Provinzen und Territorien einem Provincial Park entspricht. Der Park wird von Sépaq (französisch Société des établissements de plein air du Québec bzw. englisch Society of outdoor recreation establishments of Quebec) betrieben.

## Aufgabe
Die Aufgabe des im Westen der Provinz, in Abitibi-Témiscamingue gelegenen, knapp 270 km² großen Parks, besteht darin, die Eigenheiten Abitibis und die dortigen Abijévis-Hügel zu schützen und zu repräsentieren. 1985 wurde der Park gegründet, seit 2001 ist er Parc national. Er liegt rund 50 km von Rouyn-Noranda entfernt, auf der Wasserscheide zwischen Hudson Bay und Atlantik, wobei über den Sankt-Lorenz-Strom fast drei Viertel der im Park niedergehenden Niederschläge abfließen. Der Name des Parks ist von der Region abgeleitet, in der er liegt, dieser wiederum geht auf Charles de Névair d’Aiguebelle zurück, der sich im Kampf gegen die Briten (1756–1763) hervorgetan hat.

## Landschaft, Geologie
Der höchste Berg ist mit 570 m der Abitibi, dessen umgebende Hügellandschaft rund zwei Drittel des Parks einnimmt. In der sehr alten Vulkanlandschaft befindet sich im Ostteil des Parks ein Riss, der sich vom Lac Loïs bis zum Lac La Haie (39 ha) erstreckt. Ein weiterer wichtiger See ist der Lac Sault (26,5 ha). Diese Seen sind relativ flach und weisen eine durchschnittliche Tiefe von 32 m auf. Die geologischen Formationen der Region sind etwa 2,7 Milliarden Jahre alt, wobei Basalt vorherrscht.

## Flora
Die Landschaft ist von borealen Wäldern geprägt, wobei Papier-Birken und Pappeln, insbesondere Amerikanische Zitterpappeln, und Nadelbäume wie Schwarz-Fichten, Banks-Kiefern, Ostamerikanische Lärchen und Balsam-Tannen dominieren. Daneben findet sich die für das untere Sankt-Lorenz-Tal typische Gelb-Birke ebenso wie Schwarz-Esche und Weymouth-Kiefer.

## Fauna
55 Säugetierarten leben im Park, darunter Elch, Schwarzbär, Urson oder Baumstachelschwein, Biber, Wolf, Luchs, Bisamratte, Neuweltotter und Nerz, Mauswiesel und Fichtenmarder. Hinzu kommen etwa 150 Vogelarten, davon allein etwa 20 Waldsängerarten. In den Seen finden sich vor allem Glasaugenbarsche und Hechte, in den Seen der Abijévis-Hügel eher der Amerikanische See- und der Bachsaibling. Fische, die in den weiter nördlich gelegenen Seen leben, wachsen langsamer und bekommen später Nachwuchs, wie eine Untersuchung ergab, so dass der Fischfang hier eingeschränkt werden muss.

## Geschichte
1945 suchte die Regierung nach einem noch nicht von Jagd und Landwirtschaft ökologisch verarmten Gebiet, um Jagd und Fischfang zu schützen. Nachdem auch andere touristische Interessen aufkamen, wurde 1976 ein Campingplatz eröffnet, 1985 der Parc de conservation d’Aiguebelle mit einer Fläche von 241,7 km² eingerichtet. Nach einer öffentlichen Anhörung wurde das Schutzgebiet zugunsten eines vergrößerten Parks aufgelöst. 2001 wurde der Status des Parks erneut geändert, so dass er seither einen Parc national darstellt.